# Calle de Domingo Beltrán de Otazu
La calle de Domingo Beltrán de Otazu es una vía pública de la ciudad española de Vitoria.

## Historia y descripción
Habiendo sido Camino Nuevo de Ronda y Circunvalación, la calle recibió el nombre actual en 1903, cuando apenas era un corto nexo de unión entre el portal de Ali y el de Aldave. Honra a Domingo Beltrán de Otazu (1535-1590), escultor y religioso jesuita natural de la ciudad. Durante años, sin embargo, un error condujo a que se conociera como «calle de Domingo Beltrán de Otálora», con la parte toponímica del apellido cambiada, y así figuró en los rótulos. Parte de la calle de Ramiro de Maeztu, a la altura del cruce con la del Beato Tomás de Zumárraga, y alcanza hasta la de la Cofradía de Arriaga, donde desemboca en la de Panamá. Tiene cruces con Badaya, Bruno Villarreal, Eulogio Serdán, Simón de Anda y Perú.